# Current Opinion in Rheumatology
Current Opinion in Rheumatology, abgekürzt Curr. Opin. Rheumatol., ist eine wissenschaftliche Fachzeitschrift, die vom Lippincott Williams & Wilkins-Verlag veröffentlicht wird. Die Zeitschrift erscheint mit sechs Ausgaben im Jahr. Es werden Übersichtsarbeiten veröffentlicht, die sich mit rheumatischen Erkrankungen beschäftigen.
Der Impact Factor des Journals lag im Jahr 2014 bei 4,886. Nach der Statistik des ISI Web of Knowledge wird das Journal mit diesem Impact Factor in der Kategorie Rheumatologie an vierter Stelle von 32 Zeitschriften geführt.